# فریدون حق‌بین
فریدون حق بین(زاده ۱۳۳۷)، دیپلمات ایرانی و سفیر سابق جمهوری اسلامی ایران در کشور استرالیا است.

## سوابق
فریدون حق بین اولین تجربه سیاسی اش را در سال ۱۳۶۱ در وزارت خارجه شروع کرد و بعد از آن مسئول کارگروه دیپلماسی، کارشناس امور سیاسی، معاون و رئیس بخش اطلاعات وزارت خارجه، معاون وزیر، رئیس بخش اول مرکزی و شمال اروپا، مشاور وزیر، رئیس کمیته سیاسی برای طرح ۲۰ ساله چشم‌انداز ایران در خارج از کشور، سرپرست مأموریت جمهوری اسلامی ایران در ایتالیا، کارشناس ارشد وزارت امور خارجه جمهوری اسلامی، مشاور معاون وزیر امور خارجه، مدیر کل دفتر هماهنگی و استراتژیک امور اقتصادی را در کارنامه کاری خود به ثبت رساند.